# 情绪
情緒（英語：Emotion）是由神經生理方面變化引起的精神狀態，與思想、感覺、行為反應以及一定程度的快樂或不快樂有不同的關聯。 目前還沒有關於定義的科學共識。 情緒通常與心境、氣質、個性、性情（英語：disposition）或創造力交織在一起。
自約1990年代後期起，對情緒的研究有所增加，其中包括心理學、醫學、史學、情緒社會學（英語：Sociology of emotions）和計算機科學等許多領域。試圖解釋情緒的起源、功能和其他方面的眾多理論促進了對該主題的更深入的研究。當前情緒概念的研究領域包括刺激和引發情緒的材料的開發。此外，正子斷層造影掃描和功能性磁振造影掃描有助於研究大腦中的情感圖像（英語：affective picture）過程。
從機制的角度來看，情緒可以定義為“與特定生理活動模式相關的積極或消極體驗”。情緒會產生不同的生理、行為和認知變化。情緒的最初作用是激發適應性行為（英語：adaptive behaviors），而這些行為在過去會透過生存、繁殖和親屬選擇促進基因的傳遞。
在一些理論中，認知是情緒的一個重要方面。然而，有部分理論聲稱情緒與認知是分開的，並且可以先於認知。有意識地體驗一種情緒是從過去或假設的經歷中表現出該情緒的心理表徵，這與愉悅或不愉悅的內容狀態相關聯。 內容狀態是透過對經驗的口語解釋建立的，描述了內部狀態。
情緒是複雜的。關於情緒是否會導致我們行為發生變化的問題有多種理論。 一方面，情緒的生理與神經系統的喚醒（英語：arousal）密切相關。情緒也與行為傾向有關。外向的人更容易社交並表達自己的情緒，而內向的人更可能在社交上更退縮並隱藏自己的情緒。情緒往往是動機背後的驅動力。 另一方面，情緒不是因果力，而只是成分的綜合症，可能包括動機、感覺、行為和生理變化，但這些成分都不是情緒。情緒也不是導致這些成分的實體。
情緒涉及不同的組成部分，如主觀體驗、認知過程、表達行為、心理生理（英語：psychophysiological）變化和工具（英語：instrumental）行為。學術界曾試圖用以下成分之一來識別情緒：主張主觀體驗的威廉·詹姆斯、主張工具性行為的行為主義者、主張生理變化的心理生理學（英語：Psychophysiology）者等。近來，情緒據稱由（前述）所有成分組成。情緒的不同組成部分根據學科的不同分類有所不同。在心理學和哲學中，情緒通常包括一種主觀的、有意識的體驗，主要以心理生理表達、生物反應和心理狀態為特徵。在社會學中發現了類似的情緒的多成分描述；例如，社會學者 Peggy Thoits 將情緒描述為涉及生理成分、文化或情感標籤（憤怒、驚訝等）、富有表現力的身體動作以及對情境和上下文的評估。

## 定义
情绪被描述为针对内部或外部的重要事件所产生的突发反应，一个主体对同一种事件总是有同样的反应。情绪持续时间很短，产生的情绪包含语言、生理、行为和神经机制互相协调的一组反应。人类的情绪也来自生物性能，特别是在演化中被强化。因为情绪可以为一些远古人类常常面临的问题提供简单解决方法（如产生恐惧并决定逃离）。
容易和情绪混淆的概念有:
- 感觉（feelings）对客观现实个别特性（声音、颜色、气味等）的反映，是客观的反映，并不是主观的认识。
- 心情（moods）主体所处在的感情状态，比“情绪”延续时间长，感情波动不如“情绪”强烈。
- 情感（affect）一个笼统概念，有时包括情绪、感觉和心情，有时可以专指“情绪”。

## 构成

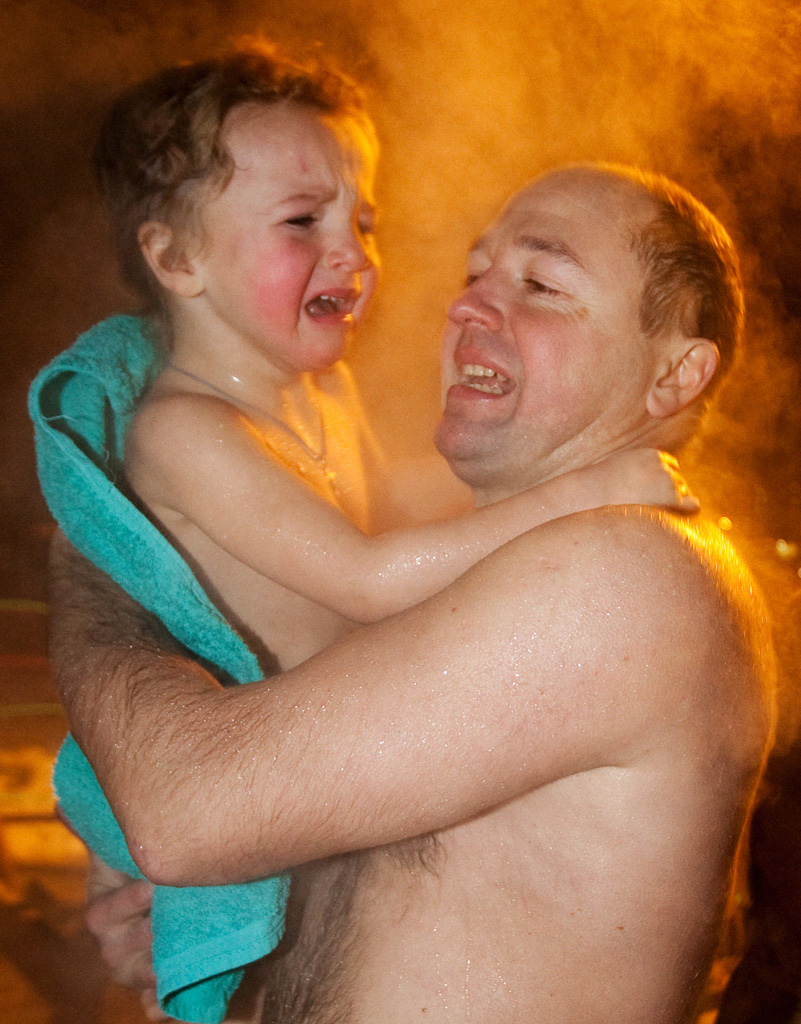
在莫斯科主顯節，一對父子的情緒反應，孩子害怕，父親試著理解孩子的感受

情绪既是主观感受，又是客观生理反应，具有目的性，也是一种社会表达。情绪是多元的、复杂的综合事件。情绪构成理论认为，在情绪发生的时候，有五个基本元素必须在短时间内协调、同步地进行。
- 认知评估：注意到外界发生的事件（或人物），认知系统自动评估这件事的感情色彩，因而触发接下来的情绪反应（例如：看到心爱的宠物死亡，主人的认知系统把这件事评估为对自身有重要意义的负面事件）。
- 身体反应：情绪的生理构成，身体自动反应，使主体适应这一突發状况（例如：意识到死亡无法挽回，宠物的主人神经系统觉醒度降低，全身乏力，心跳频率变慢）。
- 感受：人们体验到的主观感情（例如：在宠物死亡后，主人的身体和心理产生一系列反应，主观意识察觉到这些变化，把这些反应统称为“悲伤”）。
- 表达：面部和声音变化表现出这个人的情绪，这是为了向周围的人传达情绪主体对一件事的看法和他的行动意向（例如：看到宠物死亡，主人紧皱眉头，嘴角向下，哭泣）。对情绪的表达既有人类共通的成分，也有各地独有的成分。[22]
- 行动的倾向：情绪会产生动机（例如：悲伤的时候希望找人倾诉，愤怒的时候会做一些平时不会做的事）。

## 分类
情緒事件和情緒傾向可以區分開來，情緒傾向則與性格特徵相似，可以說某人通常容易體驗某些情緒。例如，易怒的人通常比其他人更容易或更快地感到煩躁。也有一些理論家將情緒歸入更普遍的「情感狀態」類別中，其中情感狀態還包括與情緒相關的現象（如愉快和痛苦）、動機狀態（如飢餓或好奇）、情緒、性格和特徵。
支持情绪分类的学者普遍认为，人类具有十几种“基本情绪”，这些情绪含有生理因素，为全人类所共有。在此基础上，不同的文化对基本情绪有不同的诠释，还有一些情绪在特定社会条件下才会产生，这些被称为“复杂情绪”。基本情绪必须具有以下特点:
- 出于本能，不是后天学习到的。
- 所有人面对同一种情况都会产生同一种情绪。
- 所有人表达基本情绪的方法都相似，并能被其他人类理解。
- 产生这些情绪时，所有人都有相似的生理模式。

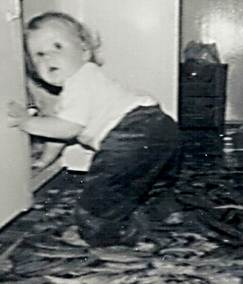
惊奇

常见的基本情绪有：喜悦、愤怒、悲伤、恐惧、厌恶、惊奇、羨慕。常见的复杂情绪有：尷尬、内疚、害羞、骄傲。由道德因素产生的情绪都是复杂情绪。
还有一些学者认为，情绪之间不是割裂的概念，而是在同一个光谱上递增或者两极化。如Robert Plutchik 认为，八个基本情绪是四个情绪光谱的两极：欢乐与悲伤相反，愤怒与恐惧相反，信任与不信任相反，期待与惊喜相反。不适用于光谱的情绪是一些基本情绪混合产生的，就像三原色可以混合成很多种颜色。例如不信任发展到极致是厌恶，愤怒和厌恶混合是鄙视；不信任和恐惧混合是不安；欢乐和信任混合是爱。
根据激发情绪的原因，一些神经学者把情绪分为“经典情绪”和“稳态情绪”。经典情绪包括爱、愤怒和恐惧等。这些情绪通常由外界环境引发，通过感受器官影响主体（如因为看到、听到、闻到的事物产生爱）。 “稳态情绪”是人体内稳态失调产生的，包括疼痛、饥饿、口渴和疲劳等。 这些情绪由内感受器传达给中枢神经系统，促使主体行动，以恢复稳态（如血糖下降使人感到饥饿不安，必须去寻找食物）。稳态情绪由大脑较低级的部分产生，只有强烈到一定程度才能引起主观意识注意。但在极强烈的情况下可以控制大脑较高级的区域，包括产生理性思考的额叶。
2017年，加州大學伯克利分校的研究人員Alan Cowen和Dacher Keltner基於2185部短片，發現了27種情緒：欽佩，崇拜，審美欣賞，娛樂，憤怒，焦慮，敬畏，尷尬，無聊厭倦，鎮定，困惑，輕蔑鄙視，渴望，失望厭惡，同情移情，痛苦，進取，興奮，妒忌，刺激，恐懼，驚慄，內疚，喜悅快樂，懷舊，勝利，驕傲，解脫，浪漫，悲傷，滿足，性慾，驚喜。

## 意义
为了解释情绪的意义，查尔斯·达尔文在1872年写过一本《人与动物的感情表达》。达尔文认为，情绪帮助动物们适应环境。表达情绪和表现动物的身体特点有同样作用，例如，狗为它比实际上更具有攻击性。达尔文认为，情绪大多有目的性，因此是自然选择的产物。
为了生存，人类必须探索环境（好奇）、吐出不小心吃的异物（恶心）、建立社会关系（信任）、避免伤害（恐惧）、繁衍（爱）、戰鬥（憤怒）、寻求帮助（哭泣）、重复做对自己有利的事（欢乐）。在原始人类的日常生活中，情绪可以让人类自动趋利避害，做出更利于生存的选择。 尽管愤怒看起来没什么好处，但在原始部落里，可以让一个人被人害怕并建立起威望。羞耻和骄傲可以促使一个人维护自己的社会地位。
在社会生活上，情绪帮助我们：
- 与其他人交流感情（如婴儿不会说话也能成功交流）。
- 影响其他人对我\我
- 表示善意（如不是出于喜悦，只是礼貌性的微笑）。

## 产生过程
从古希腊至今，历代思想家都试图在理论上解释情绪的产生。
当代情绪理论多注重经验主义研究方法，很多独立的理论并不互相排斥，大多数研究人员乐于采纳多种视角，融合各种理论。引起争议的问题主要是认知判断对产生情绪有多重要，特别是和身体反应等其他方面比较。

### 生物学视角
一些科学家在生物学视角上，认为情绪是动物对外界事件的生理反应之一。第一个提出这种理论的是威廉·詹姆士。在20世纪，这一理论逐渐失宠，直到最近更多神经学证据支持这一早期观点。人类的情绪大多对应特定的神经反应，基本情绪更是如此。

#### 詹姆斯-兰格理论
威廉·詹姆士在1884年发表的文章中提出其理論，指出情绪体验主要是身体变化造成的。
丹麦心理学家卡尔·兰格（Carl Lange）几乎在同时发表了相似的理论，因此这被称为“詹姆士-兰格理论”（英：James-Lange theory）。这一理论主张：“当身体产生（生理）变化时，我们感受到这些变化，这就是情绪。”

有些人认为情绪激发起行动，我们哭泣是因为难过，逃跑是因为害怕。詹姆士-兰格理论则给出相反的解读：刺激引发自主神经系统的活动，产生生理状态上的改变，生理上的反应导致了情绪。一些实验支持了这一理论，例如人为操纵受试者的表情，受试者可以感受到相应的情绪。
这些实验也被应用在治疗中，例如大笑疗法、舞蹈疗法。

#### 坎农-巴德理论（英：Cannon–Bard theory 或 dimccpfralic theory）
背景：
由于外周理论过于强调自主神经系统在情绪中的作用，忽视了中枢神经系统的调节、控制作用。因而引发了很多争议。
巴德(Bard)通過動物的研究為該理論做出了貢獻。他發現，感覺、運動和生理資訊都必須通過間腦（尤其是丘腦），然後才能進行任何進一步的處理。因此，坎農認為，在觸發有意識的意識之前，感官事件在解剖學上不可能觸發生理反應，因為情緒刺激必須同時觸發情緒的生理和體驗方面。
主要：
坎农(Cannon)首先反对该理论。他認為生理反應太慢，而且往往難以察覺，這不能解釋相對快速和強烈的主觀情緒意識。此外，情感體驗的豐富性、多樣性和時間性不能源於生理反應，因為生理反應反映了相當無差別的戰鬥或逃跑反應。因此提出学说认为，情绪体验与生理变化是同时发生的，它们都受制于丘脑的控制。
另外，他認為詹姆斯-兰格理论漏洞是不同的反應不能逐一對應，例如我們心跳加快可以同時對應多種情緒，或者注射去甲腎上腺素至人上不一定令人有害怕的反應。

#### 兩因素情緒理論(The Schachter's Cognition theory\Two-factor theory)
證明過程
1. 斯坦利·沙赫特（Stanley Schachter）根據西班牙醫生格雷戈里奧·馬拉尼翁（Gregorio Marañón）的早期工作制定了他的理論，他給患者注射了腎上腺素，然後詢問他們的感受。
2. 馬拉尼翁發現，這些患者中的大多數都感覺到了某種東西，但在缺乏實際的情緒喚起刺激的情況下，患者無法將他們的生理喚醒解釋為一種體驗到的情緒。
結論
沙赫特同意生理反應在情緒中起著重要作用。他認為，生理反應通過促進對給定生理喚醒事件的集中認知評估來促進情緒體驗，並且這種評估定義了主觀情緒體驗。
Schachter 與他的學生 Jerome Singer 一起證明了，儘管注射腎上腺素處於相同的生理狀態，但受試者可能會有不同的情緒反應。受試者被觀察到表達憤怒或娛樂，這取決於情境中的另一個人（同盟者）是否表現出這種情緒。因此，對情况的評估（認知）和參與者接受腎上腺素或安慰劑的情况相結合，共同决定了反應。
簡單版
根據過去的經驗或情境線索，大腦對生理喚醒進行標記或解釋時，就會產生情緒。
情緒是兩個狀態的結果。
1. 一般生理喚醒，如在廚房裡看到一隻熊，心臟會砰砰直跳。
2. 情緒體驗，即對誘發刺激的反應。如在廚房裡看到一隻熊，心臟會砰砰直跳，這時大腦會快速掃描該區域，以解釋心臟的跳動，並注意到熊。因此，大腦會認為砰砰直跳的心臟是因為害怕熊。

批評
這個實驗在Jesse Prinz（2004）的腸道反應中受到了批評。

#### 巴貝茲迴路
從克魯爾-布西綜合症研究發現，患者失去害怕的能力等情緒缺失的問題，而認為人們有巴貝茲迴路來控制情緒。

#### 当代研究
由于批评声音强烈，詹姆士-兰格理论在20世纪前期沉寂下来，直到一些近期神经学发现在一定程度上支持该理论。当代学者普遍认为，即使没有大脑皮质参与，人也可以产生情绪（即没有自主意识、没有认知的情况下）。生理变化伴随着情绪产生，调节制约人们对情绪的感受，但是并不直接造成情绪。情绪也可以反过来导致生理变化，并产生包括战斗、逃跑、抚育在内的适应行为。
神经解剖学家发现，哺乳动物大脑中有三个独立的神经回路，分别控制三种情绪反应：
- 产生积极行为的系统：产生快乐情绪，使动物乐于探索周围的世界。
- 产生战斗或逃跑反应的系统：产生恐惧或愤怒，使动物判断迎战或逃跑。
- 产生消极行为的系统：产生焦虑，使动物行为僵硬、消极。

有十分充足的证据证明，愤怒、恐惧、悲伤、厌恶四种情绪各自有独特的自主神经系统反应。这是因为这四种情绪能激发出特定的行为，并且这些本能行为和生存息息相关（如愤怒使人心跳加快、体温上升，可以提高战斗力）。
研究也发现，八种基本情绪和神经递质水平也有关系。例如愤怒是低血清素、高多巴胺、高去甲肾上腺素综合作用产生的。羞愧的时候这三种神經傳導物質水平都比较低。兴奋、感兴趣的时候，这三种神经递质水平都提高。
当左边的前额叶皮层受刺激活跃时，人会产生正面情绪。在实验中，美好的画面会让这一区域更活跃，反之亦然。即人为刺激实验者的左边前额叶皮层时，中性甚至负面的画面也看起来更美好。一些学者曾猜想过，愤怒作为负面情绪会让右侧前额叶皮层更活跃。然而事实证明，愤怒会激活人的左前额叶皮层，即带给人更多积极感受。

### 神經心理學角度
當代神經心理學主要著重大腦皮質與情緒的關係。
Hemispheric-asymmetry hypotheses
推測是因為右腦是專門處理情緒。透過觀察出一些病人因為前右腦損傷而無法製造是語言上的韻律，而後右腦損傷患者則失去理解語言上的韻律的能力。
Valence hypothesis
左右腦都負責處理情緒，只是左腦多處理正面情緒、社交功能，而右腦則關於生存方面的情緒。也同時解釋為何有些人對壓力有不同的反應，因為個體間左右腦不對稱情緒處理。
Vertical integration models
透過懼怕制約(fear conditioning)認為vmPFC腦部抑制懼怕感覺，而杏仁核則整合大腦皮質及皮質下的訊號，海馬體則負責聯繫（記憶）懼怕感覺與刺激物。而Somatic marker hypothesis則研究情緒是決策時角色。透過Iowa gambling task發現vmPFC損傷病人比起正常人用更危險的策略（更高風險）。

### 认知学视角
从认知学、社会学和文化的角度，情绪不仅仅来自生理反应，还受到信息处理过程、社交方式和文化背景影响。一些情绪如希望、骄傲和疏离感不能仅从生物学角度解释。例如“失望”这种情绪可以和自主神经系统以及面部表情完全没有关系，而只能从社会文化角度解读，即一个人没有得到他所希望的东西。一些认知心理学家认为，情绪必须经过判断、评价和思考过程才能产生。这一系列思想行为可以是有意识的，也可以是下意识的；可能是抽象思考，也可能不是。

#### 判断过程
认知心理学家认为，造成情绪的直接原因不是外部事件，而是我们对事件的判断。一个典型的例子是，奥运会上获得铜牌的选手比获得银牌的选手更高兴，前者庆幸自己获得奖牌，后者则遗憾没有拿到第一。瑪格達·阿諾（Magda Arnold）在60年代最先提出，在外界事件发生后，大脑的边缘系统会自动判断这件事对我们是好是坏根据事件定性，我们下意识地决定是喜欢还是厌恶这件事，因此产生情绪。情绪成为我们的动机，使我们接近或是避免刚刚发生的事件。
理查·拉薩魯斯（Richard Lazarus）对这个理论做了一点修正，他认为情绪的判断过程分为两步：我们首先判断这件事对我们的重要性，然后判断它是好是坏。每个人判断重要事件的标准都不一样，一般来说，会对以下要素造成影响的事件就是重要事件：自尊、尊重、目标、健康、经济状况和重要的人。
認知評價理論
理查·拉撒路（Richard Lazarus）是這種觀點的主要支援者之一，他認為情緒必須具有某種認知意向性。解釋情緒情境所涉及的認知活動可能是有意識的或無意識的，可能採取也可能不採取概念處理的形式。
拉撒路的理論非常有影響力;情緒是一種按以下順序發生的干擾：
1. 認知評估：個體從認知上評估事件，從而暗示情緒。
2. 生理變化：認知反應開始生物學變化，如心率加快或垂體腎上腺反應。
3. 行動：個人感受情緒並選擇如何反應。

例如：珍妮看到一條蛇。
1. 珍妮在她面前認知地評估蛇。認知使她能夠將其理解為一種危險。
2. 她的大腦激活腎上腺，腎上腺通過她的血液泵送腎上腺素，導致心跳加快。
3. 珍妮尖叫著逃跑了。

拉撒路強調，情緒的品質和強度是通過認知過程來控制的。這些過程強調了通過改變人與環境之間的關係來形成情緒反應的應對策略。

#### 情绪知识
幼儿只能理解和区分少数几个情绪，一般是基本的快乐、悲伤、恐惧、生气、爱。随着人们经历更多事件，更细腻的感情被区分开，例如快乐可以被分为欣慰、满足、喜悦、骄傲、乐不可支。很多情绪是通过学习得到的，情绪的数量、情绪之间的关系、情绪和环境的关系构成了我们的“情绪知识”。情绪知识丰富的人可以更恰当地判断一件事对这个人的意义，并给出更具体的情绪反应。而幼儿只能作出笼统的情绪反应。例如幼儿用悲伤和生气应付所有造成疼痛的事件，而成年人根据情况不同，可以有笑中带泪、知耻而后勇、五味杂陈等复杂的情绪。

### 社会文化视角
跨文化研究证明，如果一个人所处的社会环境改变，他的情绪构成也会发生改变。和中国婴儿相比，美国婴儿的情绪反应更强烈，更具有表现力。这也许是因为两种文化中，成年人对情绪的表达就不一样。
研究人员试图找出中国人和美国人对“基本情绪”的认知有什么差异。结果显示，中美文化中的人对于喜悦、愤怒、悲伤、恐惧的认知一样。但是中国人把“爱”看做悲伤的情绪，并且中国人认为“羞恶之心”也是一种基本情绪。于是美国人的基本情绪中有两个正面的（喜悦、爱）和三个负面的（愤怒、悲伤、恐惧）；中国人的基本情绪中有一个正面的（喜悦）和五个负面的（爱、愤怒、悲伤、恐惧、羞耻）。
此外，在西方文化中，強調“個人主義”，鼓勵個人權利的獨立和自由表達。即表達情緒是「自然」的，例如憤怒、快樂、驕傲等；
在亞洲國家，他們強調“集體主義”，鼓勵合作與和諧。表達情緒則不太「自然」，例如憤怒等。
社會化角度
男性社會期望：強大，保護者的角色
- 更有可能表達憤怒和敵意

女性社會期望：溫柔、情緒化，鼓勵表達情感
- 則被鼓勵更多地表達悲傷、恐懼、羞恥和內疚

## 控制
一些职业要求从业人员控制他们的情绪，这些职业包括空中乘务员、发型师、医生等。从事这些工作的人要经常与公众接触，必须学会控制负面情绪，即使这些负面情绪是正常、健康的。
例如医生既不能厌恶患者，也不能被患者吸引。医学院的常规训练会包括情绪中立教育，要求医生在治疗时抛弃个人感情。医学院常教给学生用五种方法控制情绪：
- 把可能激发情绪的事情转化为抽象的事物。比如把身体接触看做执行一系列常规操作。
- 关注正面意义。比如思考一套不成功的治疗能让我们学到什么。
- 把患者的事情留给患者，不要带进自己的生活。
- 保持乐观，常开玩笑。
- 避免不必要的接触。尽量少看、少碰患者。

相反，发型师和空中乘务员经常要保持开朗、热情、能说善道。空中乘务员常使用演员“深度表演”的技巧，在工作时间用礼貌的态度替代所有自然情绪。

## 情緒勞動
員工必須為了工作上的要求而壓抑或改變自己的真實感受時，情緒也變成了一種勞動，例如：安寧病房的護理人員、空服員或是第一線的客服人員等

## 同時感到多種情緒
人們可以同時感受矛盾的情緒，好像2018年台北市長競爭丁守中指自己心情緊張但平靜。好像日本心理學者研究發現不論日本人還是美國人，他們都在成功、失敗的情況下報告都感到雙重情緒（像是既開心又傷心）。但他們透過Mediation分析，見到日本人因為受到辯證法文化影響，有種怕樂極生悲的感覺，在開心的情況下較少感到多過一種情緒（或者不讓自己太快樂）
另外，不同文化都會影響我們偏好哪一種情緒，比起西方的人，亞洲地區的人會偏好較不亢奮的情緒，也不容易被激怒。

## 延伸閱讀
- Dana Sugu & Amita Chaterjee "Flashback: Reshuffling Emotions" （页面存档备份，存于）, International Journal on Humanistic Ideology, Vol. 3 No. 1, Spring–Summer 2010.
- Cornelius, R. (1996). The science of emotion. New Jersey: Prentice Hall.
- Freitas-Magalhães, A. (Ed.). (2009). Emotional Expression: The Brain and The Face. Porto: University Fernando Pessoa Press. ISBN 978-989-643-034-4.
- Freitas-Magalhães, A. (2007). The Psychology of Emotions: The Allure of Human Face. Oporto: University Fernando Pessoa Press.
- González, Ana Marta (2012). The Emotions and Cultural Analysis. Burlington, VT : Ashgate. ISBN 978-1-4094-5317-8
- Ekman, P. (1999). "Basic Emotions". In: T. Dalgleish and M. Power (Eds.). Handbook of Cognition and Emotion. John Wiley & Sons Ltd, Sussex, UK:.
- Frijda, N.H. (1986). The Emotions. Maison des Sciences de l'Homme and Cambridge University Press.  （页面存档备份，存于）
- Hochschild, A.R. (1983). The managed heart: Commercialization of human feelings. Berkeley: University of California Press.
- Hogan, Patrick Colm. (2011). What Literature Teaches Us about Emotion （页面存档备份，存于） Cambridge: Cambridge University Press.
- Hordern, Joshua. (2013). Political Affections: Civic Participation and Moral Theology Archive.today的存檔，存档日期2013-06-16. Oxford: Oxford University Press. ISBN 978-0-19-964681-4
- LeDoux, J.E. (1986). The neurobiology of emotion. Chap. 15 in J.E. LeDoux & W. Hirst (Eds.) Mind and Brain: dialogues in cognitive neuroscience. New York: Cambridge.
- Mandler, G. (1984). Mind and Body: Psychology of emotion and stress. New York: Norton.
- Nussbaum, Martha C. (2001) Upheavals of Thought: The Intelligence of Emotions. Cambridge: Cambridge University Press.
- Plutchik, R. (1980). A general psychoevolutionary theory of emotion. In R. Plutchik & H. Kellerman (Eds.), Emotion: Theory, research, and experience: Vol. 1. Theories of emotion (pp. 3–33). New York: Academic.
- Ridley-Duff, R.J. (2010). Emotion, Seduction and Intimacy: Alternative Perspectives on Human Behaviour (Third Edition), Seattle: Libertary Editions. https://web.archive.org/web/20101227003353/http://www.libertary.com/book/emotion-seduction-intimacy
- Roberts, Robert. (2003). Emotions: An Essay in Aid of Moral Psychology. Cambridge: Cambridge University Press.
- Scherer, K. (2005). What are emotions and how can they be measured? Social Science Information Vol. 44, No. 4: 695–729.
- Solomon, R. (1993). The Passions: Emotions and the Meaning of Life. Indianapolis: Hackett Publishing.
- Zeki, S. & Romaya, J.P. (2008), "Neural correlates of hate", PloS one, vol. 3, no. 10, pp. 3556.
- Wikibook Cognitive psychology and cognitive neuroscience （页面存档备份，存于）
- Dror Green (2011). "Emotional Training, the art of creating a sense of a safe place in a changing world". Bulgaria: Books, Publishers and the Institute of Emotional Training.
- Goldie, Peter. (2007). "Emotion". Philosophy Compass, vol. 1, issue 6

## 外部連結
- Online Demo: Emotion recognition from speech, University of Patras, Wire Communication Lab （页面存档备份，存于）
- Facial Emotion Expression Lab
- CNX.ORG: The Psychology of Emotions, Feelings and Thoughts (free online book)
- Queen Mary Centre for the History of the Emotions （页面存档备份，存于）
- Humaine Emotion-Research.net: The Humaine Portal: Research on Emotions and Human-Machine Interaction
- PhilosophyofMind.net: Philosophy of Emotions portal （页面存档备份，存于）
- Swiss Center for Affective Sciences （页面存档备份，存于）
- The Internet Encyclopedia of Philosophy: Theories of Emotion （页面存档备份，存于）
- The Stanford Encyclopedia of Philosophy: Emotion （页面存档备份，存于）
- University of Arizona: Salk Institute:cCC
- Center for the History of Emotions, Max Planck Institute for Human Development, Berlin